# J'ai épousé une star
J'ai épousé une star (I Married Who?) est un téléfilm américain réalisé par Kevin Connor, diffusé le 6 octobre 2012 sur Hallmark Channel.

## Synopsis
Jordan est une jeune femme sérieuse, tout dans le contrôle, qui va bientôt épouser Peter. Ses deux amies l'emmènent à Las Vegas pour son enterrement de vie de jeune fille. Une nuit arrosée plus tard, elle se réveille dans la chambre de l'acteur Matt Swift, qu'elle a épousé dans la nuit… Matt lui assure qu'il se charge d'annuler le mariage et Jordan décide de tout cacher à Peter, mais c'est sans compter les paparazzi qui s'emparent de l'affaire…

## Fiche technique
- Titre original : I Married Who?
- Réalisation : Kevin Connor
- Scénario : Nina Weinman
- Photographie : James W. Wrenn
- Pays : États-Unis
- Durée : 86 minutes

## Distribution
- Kellie Martin (VF : Marie-Laure Dougnac) : Jordan Grady
- Ethan Erickson (VF : Guillaume Lebon) : Matt Swift
- Bess Armstrong (VF : Françoise Cadol) : Elaine, la mère de Jordan
- Bradley Snedeker (en) (VF : Stéphane Pouplard) : Peter Drake
- Adrienne Frantz (VF : Véronique Picciotto) : Claire, la colocataire de Jordan
- Daphnée Duplaix (VF : Sylvie Jacob) : Jessica, la deuxième colocataire de Jordan
- Bruce Nozick (VF : Cyrille Monge) : Eric Spencer
- Vicki Lewis (VF : Dorothée Jemma) : Vivienne, la secrétaire d'Eric
- Jared Farid Ward (VF : Yoann Sover) : Henry, le garde de la sécurité
- Emily Happe : Kerry
- Erin Gray (VF : Joëlle Fossier) : Ethel Swift
- Timothy Bottoms : Mike Swift
- Ron Melendez : Chris, le petit ami de Claire
- Erich Anderson (en) : Alan, le patron de Jordan
- Marlane Barnes : Shelly
- Cheryl Texiera : Denise

Sources : Générique TV et fiche RS Doublage